# دانیون لودر
دانیون لودر (به انگلیسی: Danyon Loader) (زادهٔ ۲۱ آوریل ۱۹۷۵) شناگر اهل نیوزیلند است.